# Gakulnagar
Gakulnagar là một thị trấn thống kê (census town) của quận West Tripura thuộc bang Tripura, Ấn Độ.

## Nhân khẩu
Theo điều tra dân số năm 2001 của Ấn Độ, Gakulnagar có dân số 9037 người. Phái nam chiếm 54% tổng số dân và phái nữ chiếm 46%. Gakulnagar có tỷ lệ 66% biết đọc biết viết, cao hơn tỷ lệ trung bình toàn quốc là 59,5%: tỷ lệ cho phái nam là 73%, và tỷ lệ cho phái nữ là 57%. Tại Gakulnagar, 15% dân số nhỏ hơn 6 tuổi.